# Batalla de Beth Horón (166 a. C.)
La batalla de Bet Horón fue un enfrentamiento armado ocurrido en el año 166 a. C., durante la Revuelta de los Macabeos, entre las fuerzas de los judíos rebeldes, dirigidas por Judas Macabeo, y las del Imperio seléucida, al mando de Serón. El combate finalizó con la victoria judía.
Tras infligir una aplastante derrota al general seléucida Apolonio en Uadi Haramia, el ejército rebelde, dirigido por Judas Macabeo, habría de enfrentarse a las tropas del gobernador Serón, que marchaba a su encuentro excesivamente confiado. Haciendo uso de su superior conocimiento del terreno, Macabeo y sus rebeldes se prepararon para tender una emboscada, pero Serón se anticipó y extendió sus fuerzas. Fue entonces cuando los macabeos exhibieron una superior habilidad táctica al diezmar la unidad del general y dar muerte al mismo Serón. Con la noticia de la muerte de su general, los sorprendidos y desconcertados restos del ejército seléucida se desperdigaron por las colinas y huyeron.
Los obstinados seléucidas se habían negado a renunciar a sus tácticas basadas en la rígida falange, lo que les creó problemas en el campo de batalla.
Otra fuerza sería pronto enviada contra Macabeo, lo que condujo a la Batalla de Emaús.